# Edgar Augustus Jerome Johnson

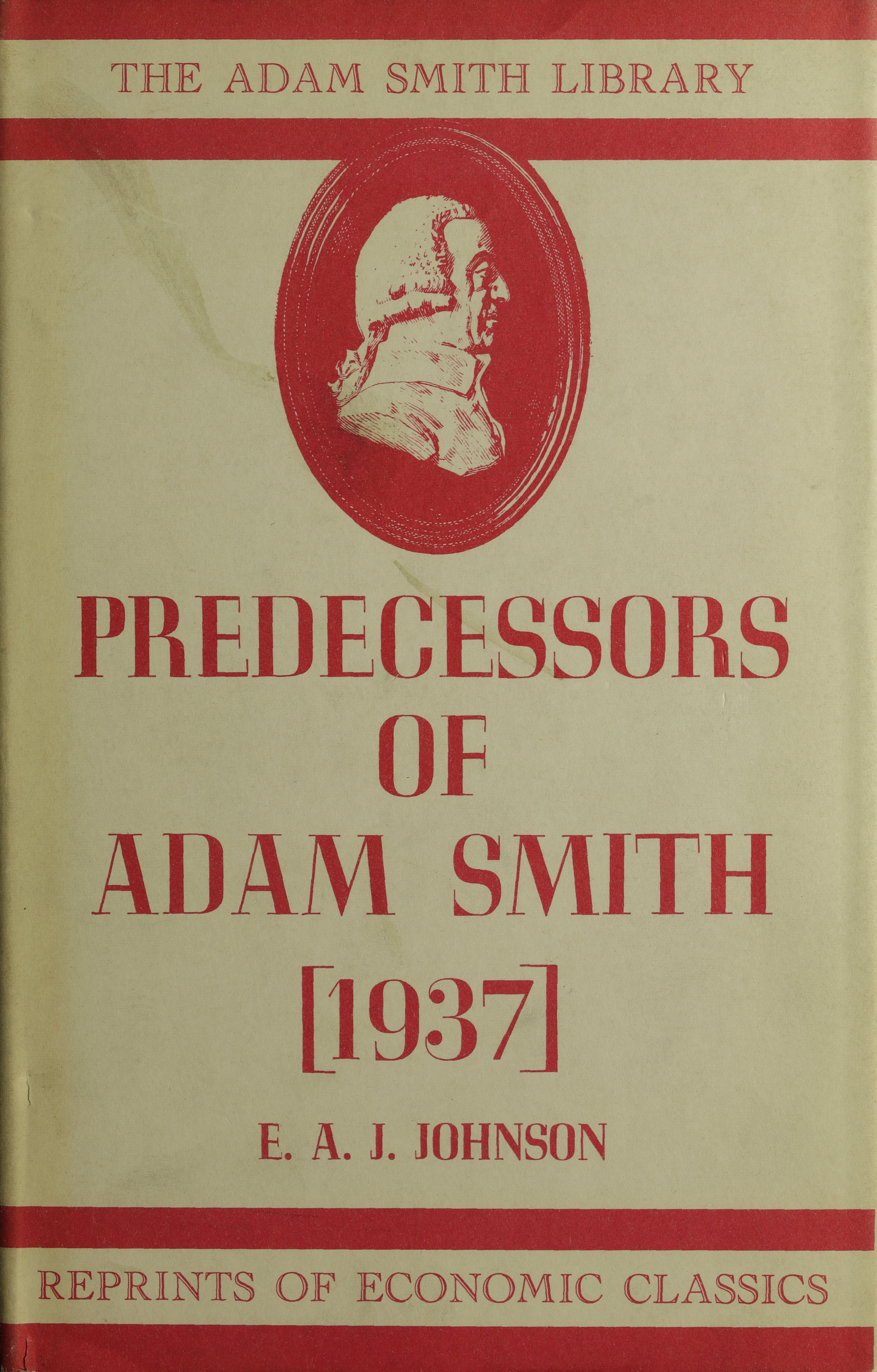
Predecessors of Adam Smith, página del título, edición de 1965

Edgar Augustus Jerome Johnson (1900-1972) fue un economista estadounidense, profesor de historia económica en la Escuela de Estudios Internacionales Avanzados Paul H. Nitze.

## Obras
- American Economic Thought in the Seventeenth Century. New York: Russell & Russell. 1961.
- Predecessors of Adam Smith. Reprints of Economic Classics. New York: Augustus M. Kelley. 1965 [1937].
- American Imperialism in the Image of Peer Gynt: Memoirs of a Professor-Bureaucrat. University of Minnesota Press. 1971. ISBN 978-0-8166-5796-4.